# Wereldkampioenschap voetbal

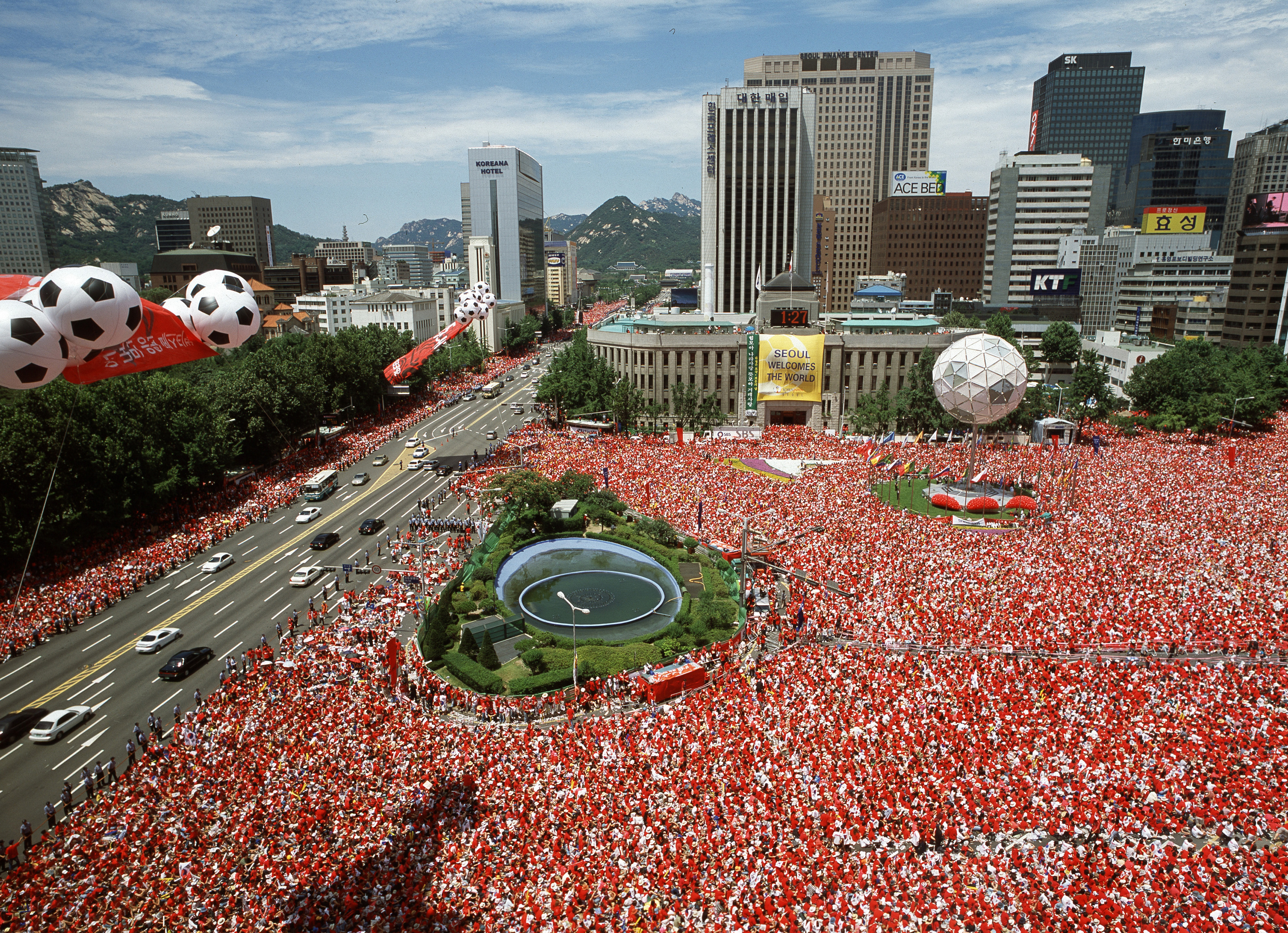
Zuid-Koreanen keken naar hun land op de grote schermen in Seoul Plaza tijdens het WK 2002 toen ze het eerste Aziatische land waren dat de halve finale bereikte

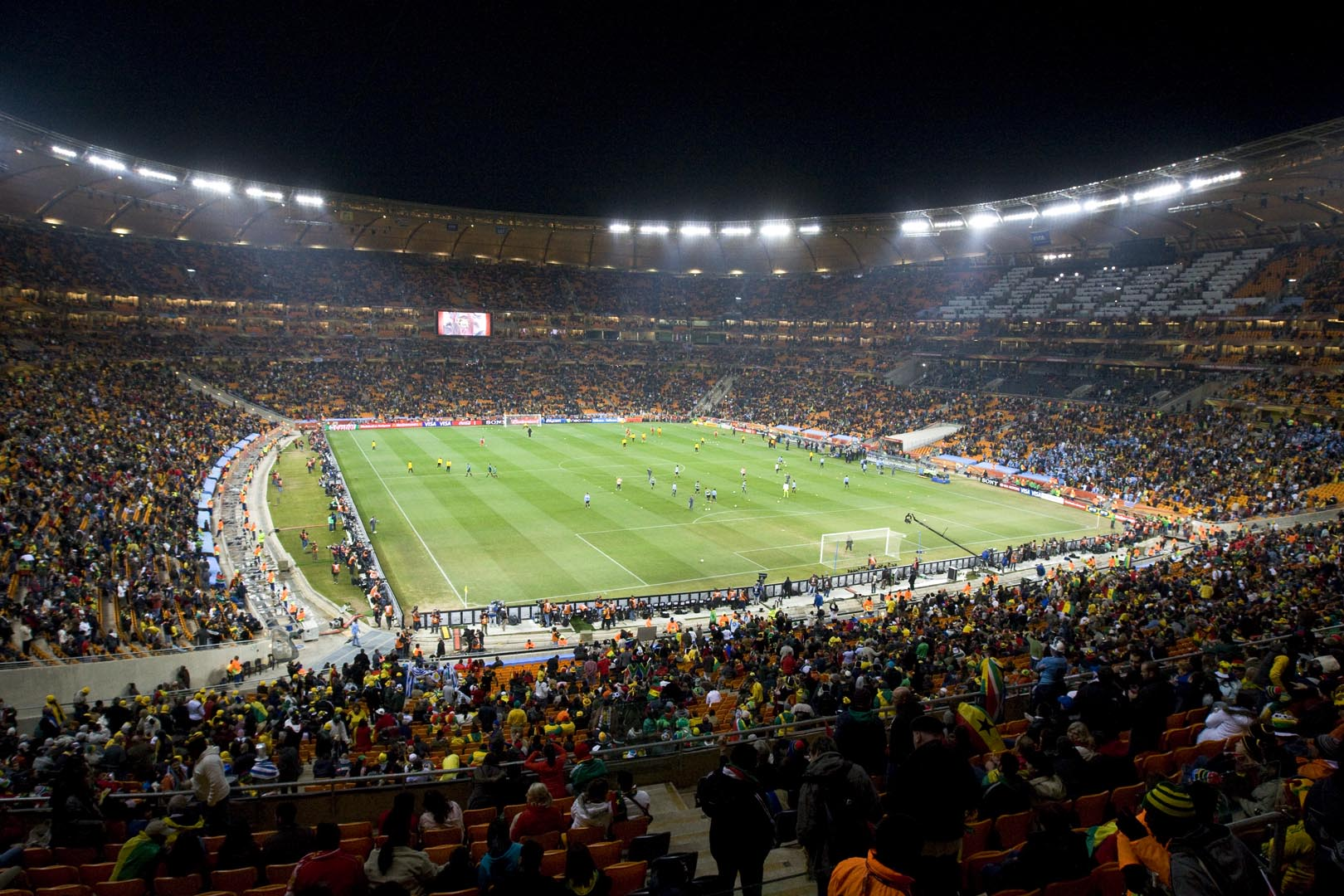
Soccer City in Johannesburg, Zuid-Afrika, tijdens de wedstrijd in de kwartfinale tussen Uruguay en Ghana, 2 juli op het WK 2010. Hier werd ook de finale gespeeld

Het FIFA-wereldkampioenschap voetbal mannen (Engels: FIFA World Cup Men, Frans: Coupe du monde de la FIFA), meestal wereldkampioenschap voetbal of WK voetbal genoemd, is een om de vier jaar terugkerend toernooi tussen de nationale mannenteams die bij de FIFA aangesloten zijn. Naast het gastland plaatsen zich via de continentale voorronden uiteindelijk nog 31 landenteams voor de eindronde. Op 10 januari 2017 werd besloten dat het WK vanaf 2026 uitgebreid wordt naar 48 landen. Tot aan het WK van 2002 werd ook de regerend wereldkampioen automatisch geplaatst, maar sindsdien dient ook dat landenteam kwalificatieronden te spelen om zich te plaatsen voor de eindronde. Het kampioenschap, inclusief voorronden, valt geheel onder toezicht van de Wereldvoetbalbond FIFA, maar de voorrondes worden georganiseerd door de continentale bonden.

## Geschiedenis

### Voorgeschiedenis
Aanvankelijk waren de Olympische Spelen het podium voor het belangrijkste mondiale voetbaltoernooi. Voetbal was een door het IOC erkende sport in 1900 (in Parijs), 1904 (in St. Louis) en 1906 (in Athene), waarbij drie of vier amateurclubs enkele wedstrijden speelden en het klassement bepaald werd aan de hand van de doelsaldo's.
Door de in 1904 opgerichte FIFA was een poging gedaan om in 1906 een internationaal voetbaltoernooi tussen landen te organiseren, buiten het olympische kader om. Dit toernooi zou bestaan uit vier groepen van de beste clubteams uit Europa. Zwitserland zou de halve finales en finale organiseren. De moeilijkheden stapelden zich echter op: diverse nationale bonden hadden grote bezwaren, en het draaide uit op een mislukking.
Vanaf 1908 werden de olympische toernooien groter, maar naar olympische traditie werden alleen amateurspelers toegelaten. Mede daarom werden in die jaren ook toernooien voor professionele voetbalteams georganiseerd. De Torneo Internazionale Stampa Sportiva, gehouden in Turijn in 1908, was een van de eerste, en in 1909 en 1911 organiseerde de Schot Thomas Lipton de Sir Thomas Lipton Trophy, eveneens in Turijn. Op alle drie toernooien werd gestreden tussen vier individuele clubs (geen nationale ploegen), die elk een hele natie vertegenwoordigden – de clubs op deze drie toernooien kwamen uit Italië, Zwitserland, Engeland en Duitsland.

##### Olympische toernooien tussen landenteams
In 1908 werd voetbal een officiële olympische competitie onder toezicht van de FIFA. Het toernooi werd georganiseerd door de Engelse voetbalbond, ging tussen nationale teams en had de vorm van een knock-outsysteem, maar diende nog steeds slechts als demonstratiesport. In 1908 (in Londen) en 1912 (in Stockholm) deden respectievelijk 8 en 11 Europese teams mee, en beide keren won het Engelse nationale amateurvoetbalteam.
In 1914 besloot de FIFA het olympische toernooi te erkennen als een "wereldkampioenschap voetbal voor amateurs", en nam de verantwoordelijkheid voor de organisatie van het evenement. Dit leidde tot 's werelds eerste intercontinentale voetbaltoernooi, op de Olympische Zomerspelen van 1920 (in Antwerpen). Er deden 14 nationale teams mee, waarvan een van buiten Europa, namelijk Egypte. Dit toernooi werd gewonnen door België. Voor de daaropvolgende twee Olympische Zomerspelen staken er ook teams de Atlantische Oceaan over om deel te nemen aan de voetbaltoernooien. In 1924 (in Parijs) waren 22 teams, waarvan vier van buiten Europa: Egypte, Turkije, Uruguay en de Verenigde Staten. In 1928 (in Amsterdam) waren 17 teams, waarvan zeven van buiten Europa: naast de vier die ook in 1924 meededen, waren dat ook Argentinië, Chili en Mexico. Beide toernooien werden gewonnen door Uruguay.

### Het eerste officiële WK
In de tweede helft van de jaren 1920 werd besloten om voetbal niet op te nemen als onderdeel van het programma van de Olympische Zomerspelen van 1932 in Los Angeles, vanwege de op dat ogenblik geringe populariteit van voetbal in de Verenigde Staten en meningsverschillen tussen de FIFA en het IOC over de status van amateurspelers. In 1928 stelde FIFA-voorzitter Jules Rimet daarom voor om een eigen internationaal toernooi te organiseren, waarop de sterkste nationale voetbalploegen om de titel World Champion zouden gaan spelen. Op maandag 28 mei 1928 werd in Amsterdam besloten dat Uruguay gastland zou worden van het eerste officiële wereldkampioenschap voetbal, in 1930, om het eeuwfeest van de Uruguayaanse onafhankelijkheid te vieren en omdat Uruguay toen dubbele olympische titelhouder en dus een van de betere voetballanden was.
Het eerste wereldkampioenschap voetbal was tevens het enige waarvoor de landen zich niet hoefden te kwalificeren: ze werden uitgenodigd door de FIFA om aan het eerste WK mee te doen. De animo uit Europa was echter nihil: op 28 februari 1930, de einddatum van inschrijving, had zich nog geen enkel Europees land aangemeld vanwege de lange reisduur en de hoge reiskosten. Uiteindelijk wist Rimet, met hulp van de regering van Uruguay, vier teams zo ver te krijgen om de oversteek te maken: België, Roemenië, Joegoslavië en Frankrijk. Met zeven teams uit Zuid-Amerika en twee uit Noord-Amerika kwam het aantal deelnemende landen op 13. Uruguay werd de eerste officiële wereldkampioen.

### Trofee
Als trofee voor het winnende team werd de "Victoire aux Ailes d'Or" ontworpen: een beker gedragen door Nikè, de Griekse godin van de overwinning. Deze wisselbeker werd in 1946 als eerbetoon aan de initiatiefnemer van het WK voetbal omgedoopt naar "Jules Rimet-beker". In 1970 ging deze trofee definitief naar Brazilië: dat was het derde WK dat door Brazilië werd gewonnen, en de regel was toen nog dat indien één land drie keer wereldkampioen werd, het de trofee mocht houden. In 1983 werd de beker gestolen en nooit meer teruggevonden, waarna de Braziliaanse voetbalbond een replica liet maken.
De huidige trofee, FIFA Wereldbeker, bestaat uit twee figuren op een sokkel die een wereldbol omhoog houden. De FIFA Wereldbeker werd voor het eerst uitgereikt in 1974 aan het toenmalige West-Duitsland. Het winnende land ontvangt een replica, het origineel bevindt zich in het FIFA hoofdkantoor.

### Aantal teams
In de toernooien tot en met 1978 streden 16 teams in elk toernooi, behalve zoals gezegd in 1930 (13 teams), en in 1938 (15 teams – Oostenrijk was na kwalificatie in verband met de Anschluss opgegaan in Duitsland) en 1950 (13 teams – India, Schotland en Turkije trokken zich terug). De meeste van de deelnemende landen kwamen uit Europa en Zuid-Amerika. De enkele teams uit Noord-Amerika, Afrika, Azië en Oceanië werden meestal eenvoudig verslagen door de Europese en Zuid-Amerikaanse ploegen: de enigen die tot 1978 de tweede ronde bereikten, waren de Verenigde Staten (halve finale in 1930), Cuba (kwartfinale in 1938), Noord-Korea (kwartfinale in 1966) en Mexico (kwartfinale in 1970).
Het toernooi werd uitgebreid naar 24 teams in 1982 en vervolgens naar 32 in 1998, waardoor meer teams uit Afrika, Azië en Noord-Amerika konden deelnemen. Vanaf 2026 zullen er 48 landen meedoen aan het WK.

## Historisch overzicht
| WK-jaar              | Gastland(en)                            | Aantal deelnemers                       | Wereldkampioen                          | Uitslag van de finale                   | 2e plaats                               | 3e plaats                               | 4e plaats                               |
| -------------------- | --------------------------------------- | --------------------------------------- | --------------------------------------- | --------------------------------------- | --------------------------------------- | --------------------------------------- | --------------------------------------- |
| 1930                 | Uruguay                                 | 13                                      | Uruguay                                 | 4 – 2                                   | Argentinië                              | Verenigde Staten                        | Joegoslavië                             |
| 1934 (kwalificaties) | Italië                                  | 16                                      | Italië                                  | 2 – 1 n.v.                              | Tsjecho-Slowakije                       | Duitsland                               | Oostenrijk                              |
| 1938 (kwalificaties) | Frankrijk                               | 15                                      | Italië                                  | 4 – 2                                   | Hongarije                               | Brazilië                                | Zweden                                  |
| 1942                 | Afgelast vanwege de Tweede Wereldoorlog | Afgelast vanwege de Tweede Wereldoorlog | Afgelast vanwege de Tweede Wereldoorlog | Afgelast vanwege de Tweede Wereldoorlog | Afgelast vanwege de Tweede Wereldoorlog | Afgelast vanwege de Tweede Wereldoorlog | Afgelast vanwege de Tweede Wereldoorlog |
| 1946                 | Afgelast vanwege de Tweede Wereldoorlog | Afgelast vanwege de Tweede Wereldoorlog | Afgelast vanwege de Tweede Wereldoorlog | Afgelast vanwege de Tweede Wereldoorlog | Afgelast vanwege de Tweede Wereldoorlog | Afgelast vanwege de Tweede Wereldoorlog | Afgelast vanwege de Tweede Wereldoorlog |
| 1950 (kwalificaties) | Brazilië                                | 13                                      | Uruguay                                 | 2 - 1                                   | Brazilië                                | Zweden                                  | Spanje                                  |
| 1954 (kwalificaties) | Zwitserland                             | 16                                      | West-Duitsland                          | 3 – 2                                   | Hongarije                               | Oostenrijk                              | Uruguay                                 |
| 1958 (kwalificaties) | Zweden                                  | 16                                      | Brazilië                                | 5 – 2                                   | Zweden                                  | Frankrijk                               | West-Duitsland                          |
| 1962 (kwalificaties) | Chili                                   | 16                                      | Brazilië                                | 3 – 1                                   | Tsjecho-Slowakije                       | Chili                                   | Joegoslavië                             |
| 1966 (kwalificaties) | Engeland                                | 16                                      | Engeland                                | 4 – 2 n.v.                              | West-Duitsland                          | Portugal                                | Sovjet-Unie                             |
| 1970 (kwalificaties) | Mexico                                  | 16                                      | Brazilië                                | 4 – 1                                   | Italië                                  | West-Duitsland                          | Uruguay                                 |
| 1974 (kwalificaties) | West-Duitsland                          | 16                                      | West-Duitsland                          | 2 – 1                                   | Nederland                               | Polen                                   | Brazilië                                |
| 1978 (kwalificaties) | Argentinië                              | 16                                      | Argentinië                              | 3 – 1 n.v.                              | Nederland                               | Brazilië                                | Italië                                  |
| 1982 (kwalificaties) | Spanje                                  | 24                                      | Italië                                  | 3 – 1                                   | West-Duitsland                          | Polen                                   | Frankrijk                               |
| 1986 (kwalificaties) | Mexico                                  | 24                                      | Argentinië                              | 3 – 2                                   | West-Duitsland                          | Frankrijk                               | België                                  |
| 1990 (kwalificaties) | Italië                                  | 24                                      | West-Duitsland                          | 1 – 0                                   | Argentinië                              | Italië                                  | Engeland                                |
| 1994 (kwalificaties) | Verenigde Staten                        | 24                                      | Brazilië                                | 0 – 0 n.v. (P: 3-2)                     | Italië                                  | Zweden                                  | Bulgarije                               |
| 1998 (kwalificaties) | Frankrijk                               | 32                                      | Frankrijk                               | 3 – 0                                   | Brazilië                                | Kroatië                                 | Nederland                               |
| 2002 (kwalificaties) | Zuid-Korea Japan                        | 32                                      | Brazilië                                | 2 – 0                                   | Duitsland                               | Turkije                                 | Zuid-Korea                              |
| 2006 (kwalificaties) | Duitsland                               | 32                                      | Italië                                  | 1 – 1 n.v. (P: 5-3)                     | Frankrijk                               | Duitsland                               | Portugal                                |
| 2010 (kwalificaties) | Zuid-Afrika                             | 32                                      | Spanje                                  | 1 – 0 n.v.                              | Nederland                               | Duitsland                               | Uruguay                                 |
| 2014 (kwalificaties) | Brazilië                                | 32                                      | Duitsland                               | 1 – 0 n.v.                              | Argentinië                              | Nederland                               | Brazilië                                |
| 2018 (kwalificaties) | Rusland                                 | 32                                      | Frankrijk                               | 4 – 2                                   | Kroatië                                 | België                                  | Engeland                                |
| 2022 (kwalificaties) | Qatar                                   | 32                                      | Argentinië                              | 3 – 3 n.v. (P: 4-2)                     | Frankrijk                               | Kroatië                                 | Marokko                                 |
| 2026 (kwalificaties) | Canada Mexico Verenigde Staten          | 48                                      |                                         |                                         |                                         |                                         |                                         |

## Continentale voorronden
De ruim 200 landenteams die bij de FIFA aangesloten zijn, kwalificeren zich via continentale voorronden voor deelname aan het WK. De zes continentale bonden zijn:
- AFC (Asian Football Confederation) voor Azië
- CAF (Confédération Africaine de Football) voor Afrika
- CONCACAF (Confederation of North, Central American and Caribbean Association Football) voor Noord- en Midden-Amerika
- CONMEBOL (Confederación Sudamericana de Fútbol) voor Zuid-Amerika
- OFC (Oceania Football Confederation) voor Oceanië
- UEFA (Union of European Football Associations) voor Europa

## Deelnemende landen
Tot nu toe hebben 82 landen ooit deelgenomen aan een WK-eindronde. In de onderstaande statistieken zijn de deelnames en de resultaten van Duitsland (1930-1938 & 1994-heden) en West-Duitsland (1950-1990) samengevoegd.
| Team                           | 30 | 34 | 38 | 50 | 54 | 58 | 62 | 66 | 70 | 74 | 78 | 82 | 86 | 90 | 94 | 98 | 02 | 06 | 10 | 14 | 18 | 22 | 26 | WK's |
| ------------------------------ | -- | -- | -- | -- | -- | -- | -- | -- | -- | -- | -- | -- | -- | -- | -- | -- | -- | -- | -- | -- | -- | -- | -- | ---- |
| Algerije                       | -  | -  | -  | -  | -  | -  | -  |    |    |    |    | X  | X  |    |    |    |    |    | X  | X  |    |    |    | 4    |
| Angola                         | -  | -  | -  | -  | -  | -  | -  | -  | -  | -  |    |    |    |    |    |    |    | X  |    |    |    |    |    | 1    |
| Argentinië                     | X  | X  |    |    |    | X  | X  | X  |    | X  | X  | X  | X  | X  | X  | X  | X  | X  | X  | X  | X  | X  | X  | 19   |
| Australië                      |    |    |    |    |    |    |    |    |    | X  |    |    |    |    |    |    |    | X  | X  | X  | X  | X  |    | 6    |
| België                         | X  | X  | X  |    | X  |    |    |    | X  |    |    | X  | X  | X  | X  | X  | X  |    |    | X  | X  | X  |    | 14   |
| Bolivia                        | X  |    |    | X  |    |    |    |    |    |    |    |    |    |    | X  |    |    |    |    |    |    |    |    | 3    |
| Bosnië en Herzegovina          | -  | -  | -  | -  | -  | -  | -  | -  | -  | -  | -  | -  | -  | -  | -  |    |    |    |    | X  |    |    |    | 1    |
| Brazilië                       | X  | X  | X  | X  | X  | X  | X  | X  | X  | X  | X  | X  | X  | X  | X  | X  | X  | X  | X  | X  | X  | X  | X  | 23   |
| Bulgarije                      |    |    |    |    |    |    | X  | X  | X  | X  |    |    | X  |    | X  | X  |    |    |    |    |    |    |    | 7    |
| Canada                         |    |    |    |    |    |    |    |    |    |    |    |    | X  |    |    |    |    |    |    |    |    | X  | X  | 3    |
| Chili                          | X  |    |    | X  |    |    | X  | X  |    | X  |    | X  |    |    |    | X  |    |    | X  | X  |    |    |    | 9    |
| China                          |    |    |    |    |    |    |    |    |    |    |    |    |    |    |    |    | X  |    |    |    |    |    |    | 1    |
| Colombia                       |    |    |    |    |    |    | X  |    |    |    |    |    |    | X  | X  | X  |    |    |    | X  | X  |    |    | 6    |
| Costa Rica                     |    |    |    |    |    |    |    |    |    |    |    |    |    | X  |    |    | X  | X  |    | X  | X  | X  |    | 6    |
| Cuba                           |    |    | X  |    |    |    |    |    |    |    |    |    |    |    |    |    |    |    |    |    |    |    |    | 1    |
| Denemarken                     |    |    |    |    |    |    |    |    |    |    |    |    | X  |    |    | X  | X  |    | X  |    | X  | X  |    | 6    |
| Duitsland                      |    | X  | X  |    | X  | X  | X  | X  | X  | X  | X  | X  | X  | X  | X  | X  | X  | X  | X  | X  | X  | X  |    | 20   |
| Ecuador                        |    |    |    |    |    |    |    |    |    |    |    |    |    |    |    |    | X  | X  |    | X  |    | X  | X  | 5    |
| Egypte                         |    | X  |    |    |    |    |    |    |    |    |    |    |    | X  |    |    |    |    |    |    | X  |    |    | 3    |
| El Salvador                    |    |    |    |    |    |    |    |    | X  |    |    | X  |    |    |    |    |    |    |    |    |    |    |    | 2    |
| Engeland                       |    |    |    | X  | X  | X  | X  | X  | X  |    |    | X  | X  | X  |    | X  | X  | X  | X  | X  | X  | X  |    | 16   |
| Frankrijk                      | X  | X  | X  |    | X  | X  |    | X  |    |    | X  | X  | X  |    |    | X  | X  | X  | X  | X  | X  | X  |    | 16   |
| Ghana                          | -  | -  | -  | -  | -  |    |    |    |    |    |    |    |    |    |    |    |    | X  | X  | X  |    | X  |    | 4    |
| Griekenland                    |    |    |    |    |    |    |    |    |    |    |    |    |    |    | X  |    |    |    | X  | X  |    |    |    | 3    |
| Haïti                          |    |    |    |    |    |    |    |    |    | X  |    |    |    |    |    |    |    |    |    |    |    |    |    | 1    |
| Honduras                       |    |    |    |    |    |    |    |    |    |    |    | X  |    |    |    |    |    |    | X  | X  |    |    |    | 3    |
| Hongarije                      |    | X  | X  |    | X  | X  | X  | X  |    |    | X  | X  | X  |    |    |    |    |    |    |    |    |    |    | 9    |
| Ierland                        |    |    |    |    |    |    |    |    |    |    |    |    |    | X  | X  |    | X  |    |    |    |    |    |    | 3    |
| IJsland                        |    |    |    |    |    |    |    |    |    |    |    |    |    |    |    |    |    |    |    |    | X  |    |    | 1    |
| Irak                           |    |    |    |    |    |    |    |    |    |    |    |    | X  |    |    |    |    |    |    |    |    |    |    | 1    |
| Iran                           |    |    |    |    |    |    |    |    |    |    | X  |    |    |    |    | X  |    | X  |    | X  | X  | X  | X  | 7    |
| Israël                         | -  | -  | -  |    |    |    |    |    | X  |    |    |    |    |    |    |    |    |    |    |    |    |    |    | 1    |
| Italië                         |    | X  | X  | X  | X  |    | X  | X  | X  | X  | X  | X  | X  | X  | X  | X  | X  | X  | X  | X  |    |    |    | 18   |
| Ivoorkust                      | -  | -  | -  | -  | -  | -  |    |    |    |    |    |    |    |    |    |    |    | X  | X  | X  |    |    |    | 3    |
| Jamaica                        | -  | -  | -  | -  | -  | -  | -  |    |    |    |    |    |    |    |    | X  |    |    |    |    |    |    |    | 1    |
| Japan                          |    |    |    |    |    |    |    |    |    |    |    |    |    |    |    | X  | X  | X  | X  | X  | X  | X  | X  | 8    |
| Jordanië                       | -  | -  | -  | -  | -  | -  | -  | -  | -  | -  |    |    |    |    |    |    |    |    |    |    |    |    | X  | 1    |
| Joegoslavië                    | X  |    |    | X  | X  | X  | X  |    |    | X  |    | X  |    | X  | -  | -  | -  | -  | -  | -  | -  | -  | -  | 8    |
| Kameroen                       | -  | -  | -  | -  | -  | -  |    |    |    |    |    | X  |    | X  | X  | X  | X  |    | X  | X  |    | X  |    | 8    |
| Koeweit                        | -  | -  | -  | -  | -  | -  |    |    |    |    |    | X  |    |    |    |    |    |    |    |    |    |    |    | 1    |
| Kroatië                        | -  | -  | -  | -  | -  | -  | -  | -  | -  | -  | -  | -  | -  | -  |    | X  | X  | X  |    | X  | X  | X  |    | 6    |
| Marokko                        | -  | -  | -  | -  | -  |    |    |    | X  |    |    |    | X  |    | X  | X  |    |    |    |    | X  | X  |    | 6    |
| Mexico                         | X  |    |    | X  | X  | X  | X  | X  | X  |    | X  |    | X  |    | X  | X  | X  | X  | X  | X  | X  | X  | X  | 18   |
| Nederland                      |    | X  | X  |    |    |    |    |    |    | X  | X  |    |    | X  | X  | X  |    | X  | X  | X  |    | X  |    | 11   |
| Nederlands-Indië               |    |    | X  | -  | -  | -  | -  | -  | -  | -  | -  | -  | -  | -  | -  | -  | -  | -  | -  | -  | -  | -  | -  | 1    |
| Nieuw-Zeeland                  |    |    |    |    |    |    |    |    |    |    |    | X  |    |    |    |    |    |    | X  |    |    |    | X  | 3    |
| Nigeria                        | -  | -  | -  | -  | -  | -  |    |    |    |    |    |    |    |    | X  | X  | X  |    | X  | X  | X  |    |    | 6    |
| Noord-Ierland                  |    |    |    |    |    | X  |    |    |    |    |    | X  | X  |    |    |    |    |    |    |    |    |    |    | 3    |
| Noord-Korea                    | -  | -  | -  |    |    |    |    | X  |    |    |    |    |    |    |    |    |    |    | X  |    |    |    |    | 2    |
| Noorwegen                      |    |    | X  |    |    |    |    |    |    |    |    |    |    |    | X  | X  |    |    |    |    |    |    |    | 3    |
| Oekraïne                       | -  | -  | -  | -  | -  | -  | -  | -  | -  | -  | -  | -  | -  | -  |    |    |    | X  |    |    |    |    |    | 1    |
| Oezbekistan                    | -  | -  | -  | -  | -  | -  | -  | -  | -  | -  |    |    |    |    |    |    |    |    |    |    |    |    | X  | 1    |
| Duitse Democratische Republiek | -  | -  | -  |    |    |    |    |    |    | X  |    |    |    |    | -  | -  | -  | -  | -  | -  | -  | -  | -  | 1    |
| Oostenrijk                     |    | X  | -  |    | X  | X  |    |    |    |    | X  | X  |    | X  |    | X  |    |    |    |    |    |    |    | 7    |
| Panama                         |    |    |    |    |    |    |    |    |    |    |    |    |    |    |    |    |    |    |    |    | X  |    |    | 1    |
| Paraguay                       | X  |    |    | X  |    | X  |    |    |    |    |    |    | X  |    |    | X  | X  | X  | X  |    |    |    |    | 8    |
| Peru                           | X  |    |    |    |    |    |    |    | X  |    | X  | X  |    |    |    |    |    |    |    |    | X  |    |    | 5    |
| Polen                          |    |    | X  |    |    |    |    |    |    | X  | X  | X  | X  |    |    |    | X  | X  |    |    | X  | X  |    | 9    |
| Portugal                       |    |    |    |    |    |    |    | X  |    |    |    |    | X  |    |    |    | X  | X  | X  | X  | X  | X  |    | 8    |
| Qatar                          | -  | -  | -  | -  | -  | -  | -  | -  | -  | -  |    |    |    |    |    |    |    |    |    |    |    | X  |    | 1    |
| Roemenië                       | X  | X  | X  |    |    |    |    |    | X  |    |    |    |    | X  | X  | X  |    |    |    |    |    |    |    | 7    |
| Rusland                        | -  | -  | -  | -  | -  | -  | -  | -  | -  | -  | -  | -  | -  | -  | X  |    | X  |    |    | X  | X  |    |    | 4    |
| Saoedi-Arabië                  | -  |    |    |    |    |    |    |    |    |    |    |    |    |    | X  | X  | X  | X  |    |    | X  | X  |    | 6    |
| Schotland                      |    |    |    |    | X  | X  |    |    |    | X  | X  | X  | X  | X  |    | X  |    |    |    |    |    |    |    | 8    |
| Senegal                        | -  | -  | -  | -  | -  | -  |    |    |    |    |    |    |    |    |    |    | X  |    |    |    | X  | X  |    | 3    |
| Servië                         | -  | -  | -  | -  | -  | -  | -  | -  | -  | -  | -  | -  | -  | -  | -  | -  | -  | -  | X  |    | X  | X  |    | 3    |
| Servië en Montenegro           | -  | -  | -  | -  | -  | -  | -  | -  | -  | -  | -  | -  | -  | -  |    | X  |    | X  | -  | -  | -  | -  | -  | 2    |
| Slovenië                       | -  | -  | -  | -  | -  | -  | -  | -  | -  | -  | -  | -  | -  | -  |    |    | X  |    | X  |    |    |    |    | 2    |
| Slowakije                      | -  | -  | -  | -  | -  | -  | -  | -  | -  | -  | -  | -  | -  | -  |    |    |    |    | X  |    |    |    |    | 1    |
| Sovjet-Unie                    |    |    |    |    |    | X  | X  | X  | X  |    |    | X  | X  | X  | -  | -  | -  | -  | -  | -  | -  | -  |    | 7    |
| Spanje                         |    | X  |    | X  |    |    | X  | X  |    |    | X  | X  | X  | X  | X  | X  | X  | X  | X  | X  | X  | X  |    | 16   |
| Togo                           | -  | -  | -  | -  | -  | -  |    |    |    |    |    |    |    |    |    |    |    | X  |    |    |    |    |    | 1    |
| Trinidad en Tobago             | -  | -  | -  | -  | -  | -  | -  |    |    |    |    |    |    |    |    |    |    | X  |    |    |    |    |    | 1    |
| Tsjechië                       | -  | -  | -  | -  | -  | -  | -  | -  | -  | -  | -  | -  | -  | -  |    |    |    | X  |    |    |    |    |    | 1    |
| Tsjecho-Slowakije              |    | X  | X  |    | X  | X  | X  |    | X  |    |    | X  |    | X  | -  | -  | -  | -  | -  | -  | -  | -  | -  | 8    |
| Tunesië                        | -  | -  | -  | -  | -  |    |    |    |    |    | X  |    |    |    |    | X  | X  | X  |    |    | X  | X  |    | 6    |
| Turkije                        |    |    |    |    | X  |    |    |    |    |    |    |    |    |    |    |    | X  |    |    |    |    |    |    | 2    |
| Uruguay                        | X  |    |    | X  | X  |    | X  | X  | X  | X  |    |    | X  | X  |    |    | X  |    | X  | X  | X  | X  |    | 14   |
| Verenigde Arabische Emiraten   | -  | -  | -  | -  | -  | -  | -  | -  | -  |    |    |    |    | X  |    |    |    |    |    |    |    |    |    | 1    |
| Verenigde Staten               | X  | X  |    | X  |    |    |    |    |    |    |    |    |    | X  | X  | X  | X  | X  | X  | X  |    | X  | X  | 12   |
| Wales                          |    |    |    |    |    | X  |    |    |    |    |    |    |    |    |    |    |    |    |    |    |    | X  |    | 2    |
| Zaïre                          | -  | -  | -  | -  | -  | -  | -  |    |    | X  |    |    |    |    |    |    |    |    |    |    |    |    |    | 1    |
| Zuid-Afrika                    |    |    |    |    |    |    |    |    |    |    |    |    |    |    |    | X  | X  |    | X  |    |    |    |    | 3    |
| Zuid-Korea                     | -  | -  | -  |    | X  |    |    |    |    |    |    |    | X  | X  | X  | X  | X  | X  | X  | X  | X  | X  | X  | 12   |
| Zweden                         |    | X  | X  | X  |    | X  |    |    | X  | X  | X  |    |    | X  | X  |    | X  | X  |    |    | X  |    |    | 12   |
| Zwitserland                    |    | X  | X  | X  | X  |    | X  | X  |    |    |    |    |    |    | X  |    |    | X  | X  | X  | X  | X  |    | 12   |
| Totaal                         | 13 | 16 | 15 | 13 | 16 | 16 | 16 | 16 | 16 | 16 | 16 | 24 | 24 | 24 | 24 | 32 | 32 | 32 | 32 | 32 | 32 | 32 | 48 | 492  |
| Jaar                           | 30 | 34 | 38 | 50 | 54 | 58 | 62 | 66 | 70 | 74 | 78 | 82 | 86 | 90 | 94 | 98 | 02 | 06 | 10 | 14 | 18 | 22 | 26 |      |

### Puntenklassement
De volgorde is gebaseerd op het aantal punten behaald met wedstrijden op alle WK's (drie per gewonnen wedstrijd, één punt per gelijkspel en nul  per verloren wedstrijd).
Schuingedrukt betekent dat dit land in die vorm niet meer bestaat.
Bijgewerkt tot en met het WK van 2022
| Nr. | Team                           | WK's | GS  | W  | G  | V  | P   | DV  | DT  | DS  |
| --- | ------------------------------ | ---- | --- | -- | -- | -- | --- | --- | --- | --- |
| 1.  | Brazilië                       | 22   | 114 | 76 | 19 | 19 | 247 | 237 | 108 | 129 |
| 2.  | Duitsland                      | 20   | 112 | 68 | 21 | 23 | 225 | 232 | 130 | 102 |
| 3.  | Argentinië                     | 18   | 88  | 47 | 17 | 24 | 158 | 152 | 100 | 52  |
| 4.  | Italië                         | 18   | 83  | 45 | 21 | 17 | 156 | 128 | 77  | 51  |
| 5.  | Frankrijk                      | 16   | 73  | 39 | 14 | 20 | 131 | 136 | 85  | 51  |
| 6.  | Engeland                       | 16   | 74  | 32 | 22 | 20 | 118 | 104 | 68  | 36  |
| 7.  | Spanje                         | 16   | 67  | 31 | 17 | 19 | 110 | 100 | 72  | 28  |
| 8.  | Nederland                      | 11   | 55  | 30 | 14 | 11 | 104 | 96  | 52  | 44  |
| 9.  | Uruguay                        | 14   | 59  | 25 | 13 | 21 | 88  | 89  | 76  | 13  |
| 10. | België                         | 14   | 52  | 21 | 10 | 20 | 73  | 69  | 74  | -5  |
| 11. | Zweden                         | 12   | 51  | 19 | 13 | 19 | 70  | 80  | 73  | 7   |
| 12. | Mexico                         | 17   | 60  | 17 | 15 | 28 | 66  | 62  | 101 | -39 |
| 13. | Portugal                       | 8    | 35  | 17 | 6  | 12 | 57  | 61  | 41  | 20  |
| 14. | Polen                          | 9    | 38  | 17 | 6  | 15 | 57  | 49  | 50  | -1  |
| 15. | Sovjet-Unie                    | 7    | 31  | 15 | 6  | 10 | 51  | 53  | 34  | 19  |
| 16. | Zwitserland                    | 12   | 41  | 14 | 8  | 19 | 50  | 55  | 73  | -18 |
| 17. | Joegoslavië                    | 8    | 33  | 14 | 7  | 12 | 49  | 55  | 42  | 13  |
| 18. | Hongarije                      | 9    | 32  | 15 | 3  | 14 | 48  | 87  | 57  | 30  |
| 19. | Kroatië                        | 6    | 30  | 13 | 8  | 9  | 47  | 43  | 33  | 10  |
| 20. | Oostenrijk                     | 7    | 29  | 12 | 4  | 13 | 40  | 43  | 47  | -4  |
| 21. | Chili                          | 9    | 33  | 11 | 7  | 15 | 40  | 40  | 49  | -9  |
| 22. | Tsjecho-Slowakije              | 8    | 30  | 11 | 5  | 14 | 38  | 44  | 45  | -1  |
| 23. | Verenigde Staten               | 11   | 37  | 9  | 8  | 20 | 35  | 40  | 66  | -26 |
| 24. | Denemarken                     | 6    | 23  | 9  | 6  | 8  | 33  | 31  | 29  | 2   |
| 25. | Paraguay                       | 8    | 27  | 7  | 10 | 10 | 31  | 30  | 38  | -8  |
| 26. | Zuid-Korea                     | 11   | 38  | 7  | 10 | 20 | 31  | 39  | 78  | -39 |
| 27. | Colombia                       | 6    | 22  | 9  | 3  | 10 | 30  | 37  | 32  | 5   |
| 28. | Roemenië                       | 7    | 21  | 8  | 5  | 8  | 29  | 30  | 32  | -2  |
| 29. | Japan                          | 7    | 25  | 7  | 6  | 12 | 27  | 25  | 33  | -8  |
| 30. | Marokko                        | 6    | 22  | 5  | 6  | 11 | 24  | 20  | 27  | -7  |
| 31. | Costa Rica                     | 6    | 21  | 6  | 5  | 10 | 23  | 21  | 37  | -17 |
| 32. | Nigeria                        | 6    | 21  | 6  | 3  | 12 | 21  | 23  | 30  | -7  |
| 33. | Schotland                      | 8    | 23  | 4  | 7  | 12 | 19  | 25  | 41  | -16 |
| 34. | Kameroen                       | 7    | 23  | 4  | 7  | 12 | 19  | 18  | 43  | -25 |
| 35. | Bulgarije                      | 7    | 26  | 3  | 8  | 15 | 17  | 22  | 53  | -31 |
| 36. | Senegal                        | 3    | 12  | 5  | 3  | 4  | 18  | 16  | 17  | -1  |
| 37. | Ghana                          | 4    | 15  | 5  | 3  | 7  | 18  | 18  | 23  | -5  |
| 38. | Peru                           | 5    | 18  | 5  | 3  | 10 | 18  | 21  | 33  | -12 |
| 39. | Ecuador                        | 4    | 13  | 5  | 2  | 6  | 17  | 14  | 14  | 0   |
| 40. | Turkije                        | 2    | 10  | 5  | 1  | 4  | 16  | 20  | 17  | 3   |
| 41. | Rusland                        | 4    | 14  | 4  | 4  | 6  | 16  | 24  | 20  | 4   |
| 42. | Australië                      | 6    | 20  | 4  | 4  | 12 | 16  | 17  | 37  | -20 |
| 43. | Ierland                        | 3    | 13  | 2  | 8  | 3  | 14  | 10  | 10  | 0   |
| 44. | Noord-Ierland                  | 3    | 13  | 3  | 5  | 5  | 14  | 13  | 23  | -10 |
| 45. | Tunesië                        | 6    | 18  | 3  | 5  | 10 | 14  | 14  | 26  | -12 |
| 46. | Saoedi-Arabië                  | 6    | 19  | 4  | 2  | 13 | 14  | 14  | 44  | -30 |
| 47. | Iran                           | 6    | 18  | 3  | 4  | 11 | 13  | 13  | 31  | -18 |
| 48. | Algerije                       | 4    | 13  | 3  | 3  | 7  | 12  | 13  | 19  | -6  |
| 49. | Ivoorkust                      | 3    | 9   | 3  | 1  | 5  | 10  | 13  | 14  | -1  |
| 50. | Zuid-Afrika                    | 3    | 9   | 2  | 4  | 3  | 10  | 11  | 16  | -5  |
| 51. | Noorwegen                      | 3    | 8   | 2  | 3  | 3  | 9   | 7   | 8   | -1  |
| 52. | Duitse Democratische Republiek | 1    | 6   | 2  | 2  | 2  | 8   | 5   | 5   | 0   |
| 53. | Oekraïne                       | 1    | 5   | 2  | 1  | 2  | 7   | 5   | 7   | -2  |
| 54. | Wales                          | 2    | 8   | 1  | 4  | 3  | 7   | 5   | 10  | -5  |
| 55. | Servië en Montenegro           | 2    | 7   | 2  | 1  | 4  | 7   | 7   | 14  | -7  |
| 56. | Servië                         | 3    | 9   | 2  | 1  | 6  | 7   | 9   | 15  | -6  |
| 57. | Griekenland                    | 3    | 10  | 2  | 1  | 7  | 7   | 5   | 20  | -15 |
| 58. | Slowakije                      | 1    | 4   | 1  | 1  | 2  | 4   | 5   | 7   | -2  |
| 59. | Slovenië                       | 2    | 6   | 1  | 1  | 4  | 4   | 5   | 10  | -5  |
| 60. | Cuba                           | 1    | 3   | 1  | 1  | 1  | 4   | 5   | 12  | -7  |
| 61. | Noord-Korea                    | 2    | 7   | 1  | 1  | 5  | 4   | 6   | 21  | -15 |
| 62. | Bosnië en Herzegovina          | 1    | 3   | 1  | 0  | 2  | 3   | 4   | 4   | 0   |
| 63. | Tsjechië                       | 1    | 3   | 1  | 0  | 2  | 3   | 3   | 4   | -1  |
| 64. | Jamaica                        | 1    | 3   | 1  | 0  | 2  | 3   | 3   | 9   | -6  |
| 65. | Nieuw-Zeeland                  | 2    | 6   | 0  | 3  | 3  | 3   | 4   | 14  | -10 |
| 66. | Honduras                       | 3    | 9   | 0  | 3  | 6  | 3   | 3   | 14  | -11 |
| 67. | Angola                         | 1    | 3   | 0  | 2  | 1  | 2   | 1   | 2   | -1  |
| 68. | Israël                         | 1    | 3   | 0  | 2  | 1  | 2   | 1   | 3   | -2  |
| 69. | Egypte                         | 3    | 7   | 0  | 2  | 5  | 2   | 5   | 12  | -7  |
| 70. | IJsland                        | 1    | 3   | 0  | 1  | 2  | 1   | 2   | 5   | -3  |
| 71. | Koeweit                        | 1    | 3   | 0  | 1  | 2  | 1   | 2   | 6   | -4  |
| 72. | Trinidad en Tobago             | 1    | 3   | 0  | 1  | 2  | 1   | 0   | 4   | -4  |
| 73. | Bolivia                        | 3    | 6   | 0  | 1  | 5  | 1   | 1   | 20  | -19 |
| 74. | Irak                           | 1    | 3   | 0  | 0  | 3  | 0   | 1   | 4   | -3  |
| 75. | Togo                           | 1    | 3   | 0  | 0  | 3  | 0   | 1   | 6   | -5  |
| 76. | Nederlands-Indië               | 1    | 1   | 0  | 0  | 1  | 0   | 0   | 6   | -6  |
| 77. | Panama                         | 1    | 3   | 0  | 0  | 3  | 0   | 2   | 11  | -9  |
| 78. | Verenigde Arabische Emiraten   | 1    | 3   | 0  | 0  | 3  | 0   | 2   | 11  | -9  |
| 79. | China                          | 1    | 3   | 0  | 0  | 3  | 0   | 0   | 9   | -9  |
| 80. | Canada                         | 2    | 6   | 0  | 0  | 6  | 0   | 2   | 12  | -10 |
| 81. | Haïti                          | 1    | 3   | 0  | 0  | 3  | 0   | 2   | 14  | -12 |
| 82. | Zaïre                          | 1    | 3   | 0  | 0  | 3  | 0   | 0   | 14  | -14 |
| 83. | El Salvador                    | 2    | 6   | 0  | 0  | 6  | 0   | 1   | 22  | -21 |

### Landen die de top vier bereikt hebben
| Team              | Wereldkampioen                | Tweede plaats            | Derde plaats             | Vierde plaats       | Totaal |
| ----------------- | ----------------------------- | ------------------------ | ------------------------ | ------------------- | ------ |
| Brazilië          | 5x (1958/1962/1970/1994/2002) | 2x (1950/1998)           | 2x (1938/1978)           | 2x (1974/2014)      | 11     |
| Duitsland         | 4x (1954/1974/1990/2014)      | 4x (1966/1982/1986/2002) | 4x (1934/1970/2006/2010) | 1x (1958)           | 13     |
| Italië            | 4x (1934/1938/1982/2006)      | 2x (1970/1994)           | 1x (1990)                | 1x (1978)           | 8      |
| Argentinië        | 3x (1978/1986/2022)           | 3x (1930/1990/2014)      | —                        | —                   | 6      |
| Frankrijk         | 2x (1998/2018)                | 2x (2006/2022)           | 2x (1958/1986)           | 1x (1982)           | 7      |
| Uruguay           | 2x (1930/1950)                | —                        | —                        | 3x (1954/1970/2010) | 5      |
| Engeland          | 1x (1966)                     | —                        | —                        | 2x (1990/2018)      | 3      |
| Spanje            | 1x (2010)                     | —                        | —                        | 1x (1950)           | 2      |
| Nederland         | —                             | 3x (1974/1978/2010)      | 1x (2014)                | 1x (1998)           | 5      |
| Hongarije         | —                             | 2x (1938/1954)           | —                        | —                   | 2      |
| Tsjecho-Slowakije | —                             | 2x (1934/1962)           | —                        | —                   | 2      |
| Zweden            | —                             | 1x (1958)                | 2x (1950/1994)           | 1x (1938)           | 4      |
| Kroatië           | —                             | 1x (2018)                | 2x (1998/2022)           | —                   | 3      |
| Polen             | —                             | —                        | 2x (1974/1982)           | —                   | 2      |
| België            | —                             | —                        | 1x (2018)                | 1x (1986)           | 2      |
| Oostenrijk        | —                             | —                        | 1x (1954)                | 1x (1934)           | 2      |
| Portugal          | —                             | —                        | 1x (1966)                | 1x (2006)           | 2      |
| Chili             | —                             | —                        | 1x (1962)                | —                   | 1      |
| Turkije           | —                             | —                        | 1x (2002)                | —                   | 1      |
| Verenigde Staten  | —                             | —                        | 1x (1930)                | —                   | 1      |
| Joegoslavië       | —                             | —                        | —                        | 2x (1930/1962)      | 2      |
| Bulgarije         | —                             | —                        | —                        | 1x (1994)           | 1      |
| Marokko           | —                             | —                        | —                        | 1x (2022)           | 1      |
| Sovjet-Unie       | —                             | —                        | —                        | 1x (1966)           | 1      |
| Zuid-Korea        | —                             | —                        | —                        | 1x (2002)           | 1      |

## Speciale prijzen
- De Golden Ball voor de beste speler van het eindtoernooi.
- De Golden Boot voor de topscorer van het eindtoernooi.
- De Golden Glove voor de beste doelverdediger van het eindtoernooi.
- De Best Young Player Award voor de beste speler van 21 jaar of jonger.
- De FIFA Fair Play Trophy voor het team met het laagste aantal overtredingen en kaarten.
- De FIFA Award for the Most Entertaining Team voor het team dat het meest had gedaan om het publiek te vermaken.

### Golden Ball
De Golden Ball (gouden bal) gaat naar de beste speler van het eindtoernooi, die gekozen wordt door afgevaardigden uit de media. De spelers die in deze verkiezing op de tweede en derde plaats eindigen, krijgen respectievelijk de Silver Ball en de Bronze Ball.
| WK   | Golden Ball         | Golden Ball | Silver Ball             | Silver Ball       | Bronze Ball           | Bronze Ball       |
| WK   | Speler              | Team        | Speler                  | Team              | Speler                | Team              |
| ---- | ------------------- | ----------- | ----------------------- | ----------------- | --------------------- | ----------------- |
| 1930 | José Nasazzi        | Uruguay     | Guillermo Stábile       | Argentinië        | José Leandro Andrade  | Uruguay           |
| 1934 | Giuseppe Meazza     | Italië      | Matthias Sindelar       | Oostenrijk        | Oldřich Nejedlý       | Tsjecho-Slowakije |
| 1938 | Leônidas            | Brazilië    | Silvio Piola            | Italië            | György Sárosi         | Hongarije         |
| 1950 | Zizinho             | Brazilië    | Juan Alberto Schiaffino | Uruguay           | Ademir                | Brazilië          |
| 1954 | Ferenc Puskás       | Hongarije   | Sándor Kocsis           | Hongarije         | Fritz Walter          | West-Duitsland    |
| 1958 | Didi                | Brazilië    | Pelé                    | Brazilië          | Just Fontaine         | Frankrijk         |
| 1962 | Garrincha           | Brazilië    | Josef Masopust          | Tsjecho-Slowakije | Leonel Sánchez        | Chili             |
| 1966 | Bobby Charlton      | Engeland    | Bobby Moore             | Engeland          | Eusébio               | Portugal          |
| 1970 | Pelé                | Brazilië    | Gérson                  | Brazilië          | Gerd Müller           | West-Duitsland    |
| 1974 | Johan Cruijff       | Nederland   | Franz Beckenbauer       | West-Duitsland    | Kazimierz Deyna       | Polen             |
| 1978 | Mario Kempes        | Argentinië  | Paolo Rossi             | Italië            | Dirceu                | Brazilië          |
| 1982 | Paolo Rossi         | Italië      | Falcão                  | Brazilië          | Karl-Heinz Rummenigge | West-Duitsland    |
| 1986 | Diego Maradona      | Argentinië  | Harald Schumacher       | West-Duitsland    | Preben Elkjær         | Denemarken        |
| 1990 | Salvatore Schillaci | Italië      | Lothar Matthäus         | West-Duitsland    | Diego Maradona        | Argentinië        |
| 1994 | Romário             | Brazilië    | Roberto Baggio          | Italië            | Christo Stoitsjkov    | Bulgarije         |
| 1998 | Ronaldo             | Brazilië    | Davor Šuker             | Kroatië           | Lilian Thuram         | Frankrijk         |
| 2002 | Oliver Kahn         | Duitsland   | Ronaldo                 | Brazilië          | Hong Myung-bo         | Zuid-Korea        |
| 2006 | Zinédine Zidane     | Frankrijk   | Fabio Cannavaro         | Italië            | Andrea Pirlo          | Italië            |
| 2010 | Diego Forlán        | Uruguay     | Wesley Sneijder         | Nederland         | David Villa           | Spanje            |
| 2014 | Lionel Messi        | Argentinië  | Thomas Müller           | Duitsland         | Arjen Robben          | Nederland         |
| 2018 | Luka Modrić         | Kroatië     | Eden Hazard             | België            | Antoine Griezmann     | Frankrijk         |
| 2022 | Lionel Messi        | Argentinië  | Kylian Mbappé           | Frankrijk         | Luka Modrić           | Kroatië           |

### Golden Boot
De Golden Boot of Golden Shoe (gouden schoen) gaat naar de topscorer van het eindtoernooi.
| WK   | Speler              | Team              | Goals |
| ---- | ------------------- | ----------------- | ----- |
| 1930 | Guillermo Stábile   | Argentinië        | 8     |
| 1934 | Oldřich Nejedlý     | Tsjecho-Slowakije | 5     |
| 1938 | Leônidas            | Brazilië          | 7     |
| 1950 | Ademir              | Brazilië          | 9     |
| 1954 | Sándor Kocsis       | Hongarije         | 11    |
| 1958 | Just Fontaine       | Frankrijk         | 13    |
| 1962 | Flórián Albert      | Hongarije         | 4     |
| 1962 | Valentin Ivanov     | Sovjet-Unie       | 4     |
| 1962 | Garrincha           | Brazilië          | 4     |
| 1962 | Dražan Jerković     | Joegoslavië       | 4     |
| 1962 | Vavá                | Brazilië          | 4     |
| 1962 | Leonel Sanchez      | Chili             | 4     |
| 1966 | Eusébio             | Portugal          | 9     |
| 1970 | Gerd Müller         | West-Duitsland    | 10    |
| 1974 | Grzegorz Lato       | Polen             | 7     |
| 1978 | Mario Kempes        | Argentinië        | 6     |
| 1982 | Paolo Rossi         | Italië            | 6     |
| 1986 | Gary Lineker        | Engeland          | 6     |
| 1990 | Salvatore Schillaci | Italië            | 6     |
| 1994 | Oleg Salenko        | Rusland           | 6     |
| 1994 | Christo Stoitsjkov  | Bulgarije         | 6     |
| 1998 | Davor Šuker         | Kroatië           | 6     |
| 2002 | Ronaldo             | Brazilië          | 8     |
| 2006 | Miroslav Klose      | Duitsland         | 5     |
| 2010 | Thomas Müller       | Duitsland         | 5     |
| 2010 | David Villa         | Spanje            | 5     |
| 2010 | Wesley Sneijder     | Nederland         | 5     |
| 2010 | Diego Forlán        | Uruguay           | 5     |
| 2014 | James Rodríguez     | Colombia          | 6     |
| 2018 | Harry Kane          | Engeland          | 6     |
| 2022 | Kylian Mbappé       | Frankrijk         | 8     |

### Golden Glove
De Golden Glove (gouden handschoen), tot 2006 de Yashin Award genaamd, gaat naar de beste doelman van het eindtoernooi.
| WK   | Speler             | Team       |
| ---- | ------------------ | ---------- |
| 1994 | Michel Preud'homme | België     |
| 1998 | Fabien Barthez     | Frankrijk  |
| 2002 | Oliver Kahn        | Duitsland  |
| 2006 | Gianluigi Buffon   | Italië     |
| 2010 | Iker Casillas      | Spanje     |
| 2014 | Manuel Neuer       | Duitsland  |
| 2018 | Thibaut Courtois   | België     |
| 2022 | Emiliano Martínez  | Argentinië |

### Best Young Player
De Best Young Player Award gaat naar de beste speler van 21 jaar of jonger. Deze prijs werd voor het eerst in 2006 uitgereikt.
Met een internetpoll heeft de FIFA de beste jonge speler van alle WK's van 1958 t/m 2002 laten kiezen. Pelé kreeg 61% van alle stemmen. Op basis van de poll is voor elk van die WK's een beste jonge speler verkozen.
| WK   | Speler            | Leeftijd tijdens WK | Team             |
| ---- | ----------------- | ------------------- | ---------------- |
| 1958 | Pelé              | 17 jaar             | Brazilië         |
| 1962 | Flórián Albert    | 20 jaar             | Hongarije        |
| 1966 | Franz Beckenbauer | 20 jaar             | West-Duitsland   |
| 1970 | Teófilo Cubillas  | 21 jaar             | Peru             |
| 1974 | Władysław Żmuda   | 20 jaar             | Polen            |
| 1978 | Antonio Cabrini   | 21 jaar             | Italië           |
| 1982 | Manuel Amoros     | 20 jaar             | Frankrijk        |
| 1986 | Enzo Scifo        | 20 jaar             | België           |
| 1990 | Robert Prosinečki | 21 jaar             | Joegoslavië      |
| 1994 | Marc Overmars     | 21 jaar             | Nederland        |
| 1998 | Michael Owen      | 18 jaar             | Engeland         |
| 2002 | Landon Donovan    | 20 jaar             | Verenigde Staten |
| 2006 | Lukas Podolski    | 21 jaar             | Duitsland        |
| 2010 | Thomas Müller     | 20 jaar             | Duitsland        |
| 2014 | Paul Pogba        | 21 jaar             | Frankrijk        |
| 2018 | Kylian Mbappé     | 19 jaar             | Frankrijk        |
| 2022 | Enzo Fernández    | 21 jaar             | Argentinië       |

### FIFA Fair Play Trophy
De FIFA Fair Play Trophy gaat naar het team met het laagste aantal overtredingen en kaarten. Alleen de teams die de tweede ronde bereiken, komen voor deze prijs in aanmerking. De winnaars van deze prijs verdienen de FIFA Fair Play Trophy, een diploma, een fair play-medaille voor elke speler en official van het winnende team, en $ 50.000 aan voetbaluitrusting voor de ontwikkeling van de jeugd. 
| WK   | Team(s)              |
| ---- | -------------------- |
| 1978 | Argentinië           |
| 1982 | Brazilië             |
| 1986 | Brazilië             |
| 1990 | Engeland             |
| 1994 | Brazilië             |
| 1998 | Engeland / Frankrijk |
| 2002 | België               |
| 2006 | Brazilië / Spanje    |
| 2010 | Spanje               |
| 2014 | Colombia             |
| 2018 | Spanje               |
| 2022 | Engeland             |

### Most Entertaining Team
De FIFA Award for the Most Entertaining Team gaat naar het team dat het meeste heeft gedaan om het publiek te vermaken met een positieve benadering van het spel. Het team wordt gekozen door een publieke poll.
| WK   | Team       |
| ---- | ---------- |
| 1994 | Brazilië   |
| 1998 | Frankrijk  |
| 2002 | Zuid-Korea |
| 2006 | Portugal   |
| 2010 | Duitsland  |
| 2014 | Colombia   |
| 2018 | België     |
| 2022 | n.n.b.     |

## Statistieken

#### Records
| Record                            | Speler                         | Team      | WK('s)                                    |
| --------------------------------- | ------------------------------ | --------- | ----------------------------------------- |
| In 5 verschillende WK’s scoren    | Cristiano Ronaldo              | Portugal  | 2006, 2010, 2014, 2018, 2022              |
| Meeste doelpunten in totaal       | Miroslav Klose (16 goals)      | Duitsland | 2002 (5), 2006 (5), 2010 (4) en 2014 (2)  |
| Meeste doelpunten op één toernooi | Just Fontaine (13 goals)       | Frankrijk | 1958                                      |
| Snelste doelpunt                  | Hakan Şükür (10,8 s na aftrap) | Turkije   | 2002, in de troostfinale tegen Zuid-Korea |

#### Eerste
| Stelling                              | Speler            | Team             | WK   | Tegenstander                   |
| ------------------------------------- | ----------------- | ---------------- | ---- | ------------------------------ |
| Eerste WK-doelpunt                    | Lucien Laurent    | Frankrijk        | 1930 | Mexico                         |
| Eerste WK-hattrick                    | Bert Patenaude    | Verenigde Staten | 1930 | Paraguay                       |
| Eerste van het veld gestuurde speler  | Plácido Galindo   | Peru             | 1930 | Roemenië                       |
| Eerste WK-doelpunt in eigen doel      | Ernst Lörtscher   | Zwitserland      | 1938 | Duitsland                      |
| Eerste van het veld gestuurde doelman | Gianluca Pagliuca | Italië           | 1994 | Noorwegen                      |
| Eerste golden goal op een WK          | Laurent Blanc     | Frankrijk        | 1998 | Paraguay, in de achtste finale |

#### Jubileumgoals
De volgende jubileumgoals werden gemaakt:
| Doelpunt | Speler                  | Team       | WK   | Tegenstander | Bijzonderheden |
| -------- | ----------------------- | ---------- | ---- | ------------ | -------------- |
| 500e     | Bobby Collins           | Schotland  | 1958 | Paraguay     |                |
| 1000e    | Rob Rensenbrink         | Nederland  | 1978 | Schotland    | strafschop     |
| 1500e    | Claudio Caniggia        | Argentinië | 1994 | Nigeria      |                |
| 2000e    | Marcus Allbäck          | Zweden     | 2006 | Engeland     |                |
| 2500e    | Fakhreddine Ben Youssef | Tunesië    | 2018 | Panama       |                |

#### Finales
- (West-) Duitsland heeft het vaakst in de finale van een WK gespeeld, namelijk 8 keer.
- Duitsland verloor het vaakst de finale, namelijk 4 keer: in 1966 van Engeland, in 1982 van Italië, in 1986 van Argentinië en in 2002 van Brazilië. Daar staan wel vier gewonnen finales tegenover.
- Nederland is het land dat het vaakst de finale haalde zonder deze ooit te winnen. In 1974 verloor het van West-Duitsland, in 1978 van Argentinië en 2010 van Spanje.

#### Leeftijd van de spelers
- De jongste speler op een WK is Norman Whiteside (Noord-Ierland): hij was 17 jaar en 41 dagen tijdens de wedstrijd tegen Joegoslavië in 1982.
- De jongste speler die een doelpunt scoorde op een WK is Pelé (Brazilië): hij was 17 jaar en 239 dagen toen hij scoorde in de wedstrijd tegen Wales in 1958.
- De jongste speler die wereldkampioen werd, is eveneens Pelé: hij was 17 jaar en 249 dagen tijdens de finale tegen Zweden in 1958.
- De jongste speler die op een WK van het veld werd gestuurd, is Rigobert Song (Kameroen): hij was 17 jaar en 358 dagen toen hij van het veld gestuurd werd tijdens de wedstrijd tegen Brazilië in 1994.
- De oudste speler op een WK is doelman Essam El-Hadary (Egypte): hij was 45 jaar en 161 dagen toen hij in de basis stond tijdens de met 2-1 verloren groepswedstrijd van zijn team in 2018, tegen Saoedi-Arabië. Hij is hiermee eveneens de oudste debutant op een WK ooit.
- De oudste speler die een doelpunt scoorde op een WK, is Roger Milla (Kameroen): hij maakte op 42-jarige leeftijd het enige doelpunt voor Kameroen in de wedstrijd tegen Rusland in 1994.
- De oudste speler die wereldkampioen werd, is Dino Zoff (Italië): hij was 40 jaar en 133 dagen tijdens de finale tegen West-Duitsland in 1982.

#### Coach
- Luiz Felipe Scolari is de eerste coach die 12 WK-wedstrijden op rij won: 7 maal met Brazilië in 2002 en 5 maal met Portugal in 2006 (waaronder een in een penalty-shoot out). De serie eindigde op het WK 2006 in de halve finales door een nederlaag tegen Frankrijk.
- De eerste coach die de halve finales bereikte met twee verschillende landen was Guus Hiddink met Nederland in 1998 en met Zuid-Korea in 2002.
- De coach met de meeste WK-deelnames is de Braziliaan Carlos Alberto Parreira, met 6 deelnames: met Koeweit in 1982, met de Verenigde Arabische Emiraten in 1990, met Brazilië in 1994 en 2006, met Saoedi-Arabië in 1998, en met Zuid-Afrika in 2010.
- De coach met de meeste WK-wedstrijden is de Duitser Helmut Schön, met 25 wedstrijden (van 1966 tot 1978).
- De coach met de meeste WK-overwinningen is eveneens Helmut Schön, met 16 overwinningen.
- De coach met de meeste titels is de Italiaan Vittorio Pozzo, met 2 titels: met Italië in 1934 en 1938.
- De coaches die de meeste landen hebben gekwalificeerd voor een WK zijn Carlos Alberto Parreira (zie meeste WK-deelnames hierboven) en de Serviër Bora Milutinović, beiden 5 landen. Milutinović: Mexico voor WK 1986, Costa Rica voor WK 1990, Verenigde Staten voor WK 1994, Nigeria voor WK 1998 en China voor WK 2002.
- Wereldkampioen als speler en als coach: Mário Zagallo (met Brazilië: in 1958 als speler en van 1962 tot 1970 als coach), Franz Beckenbauer (met West-Duitsland: in 1974 als speler en in 1990 als coach) en Didier Deschamps (met Frankrijk: in 1998 als speler en in 2018 als coach).
- De jongste coach op een WK is de Argentijn Juan José Tramutola: hij was 27 jaar in 1930 (coach van Argentinië).
- De oudste coach op een WK is de Duitser Otto Rehhagel: hij was 71 jaar in 2010 (coach van Griekenland).

#### Sancties

##### Gele en rode kaarten
- De meeste rode kaarten: 2, voor Rigobert Song (Kameroen) en Zinédine Zidane (Frankrijk).
- De snelste rode kaart verkregen: Jose Batista (Uruguay) in de wedstrijd tegen Schotland in 1986 na 56 seconden door de Franse scheidsrechter Joël Quiniou.
- In 2006 kreeg Leandro Cufré (Argentinië) na een wedstrijd een rode kaart voor een overtreding, en dit zonder daarin te hebben gespeeld.
- De meeste gele kaarten waren er in de wedstrijd Portugal - Nederland in 2006 (16 keer geel en 4 keer "2x geel = rood"). De wedstrijd staat ook wel bekend als de Slag van Neurenberg.

##### Penalty's
- De meeste doelpunten gemaakt vanuit een strafschop: 4, door Gabriel Batistuta (Argentinië), Eusébio (Portugal) en Rob Rensenbrink (Nederland).
- De snelst gegeven strafschop op een WK was die in de eerste minuut van de finale West-Duitsland - Nederland op het WK 1974: Johan Neeskens scoorde 1-0 voor Nederland. Het Duitse team had voor de strafschop nog geen enkele aanraking met de bal gehad. Het was tevens de eerste strafschop die in de finale van een WK werd benut.
- Salman Al Faraj's penalty voor Saoedi-Arabië in de 51e minuut (45+6 min.)van de groepswedstrijd tegen Egypte op het WK 2018 is het laatst geregistreerde doelpunt in de eerste helft van een WK-wedstrijd.
- In de volgende wedstrijden werd in de blessuretijd van de reguliere speeltijd een strafschop benut:
  - WK 1962, Mexico - Tsjecho-Slowakije: 3-1 voor Mexico, door Héctor Hernández
  - WK 1974, West-Duitsland - Zweden: 4-2 voor West-Duitsland, door Uli Hoeneß
  - WK 1994, Argentinië - Griekenland: 4-0 voor Argentinië, door Gabriel Batistuta (groepsfase)
  - WK 1998, Zuid-Afrika - Saoedi-Arabië: 2-2 voor Zuid-Afrika, door Shaun Bartlett (groepsfase)
  - WK 1998, Italië - Oostenrijk: 2-1 voor Oostenrijk, door Andreas Herzog (groepsfase)
  - WK 2002, Spanje - Ierland: 1-1 voor Ierland, door Robbie Keane (achtste finales)
  - WK 2006, Italië - Australië: 1-0 voor Italië, door Francesco Totti, waardoor zij zich wisten te kwalificeren voor de kwartfinales.
  - WK 2010, Nederland - Slowakije: 2-1 voor Slowakije, door Róbert Vittek (achtste finales)
  - WK 2014, Griekenland - Ivoorkust: 2-1 voor Griekenland, door Georgios Samaras, dat zich daardoor ten koste van zijn tegenstander als tweede in de groep plaatste voor de achtste finales.
  - WK 2014, Nederland - Mexico: 2-1 voor Nederland, door Klaas-Jan Huntelaar, waardoor zij zich wisten te kwalificeren voor de kwartfinales.
- Er was ook een beslissende strafschop in de laatste minuten van de reguliere speeltijd van een wedstrijd op het WK van 1998: Brazilië - Noorwegen: in de 88e minuut scoorde Kjetil Rekdal 1-2 voor Noorwegen, dat zich daardoor alsnog wist te kwalificeren voor de achtste finales als tweede in zijn groep achter datzelfde Brazilië.

#### Penaltyseries
vanaf het wereldkampioenschap voetbal 1978 wordt er in geval van een gelijk spel na verlenging niet langer geloot maar moeten beide teams penalty's nemen. Tot en met het WK 2022 zijn er 34 van dergelijke penaltyseries geweest.

## Bron
- (en)  Glanville, Brian (20052005). The Story of the World Cup. Faber, p. 44. ISBN 0-571-22944-1.

## Voetnoten en referenties
1. ↑  (en) History of FIFA - FIFA takes shape, fifa.com.
2. ↑  Aan het voetbaltoernooi op de Olympische Zomerspelen van 1908 waren per land maximaal 4 teams toegestaan. Uiteindelijk waren er 8 teams; Frankrijk werd vertegenwoordigd door twee teams: Frankrijk A en Frankrijk B, en verder deden Denemarken, Groot-Brittannië, Nederland, Zweden, Hongarije en Bohemen mee; deze laatste twee trokken zich echter kort voor het begin van het toernooi terug, na te hebben geloot tegen respectievelijk Nederland en Frankrijk A.
3. ↑  De 11 uiteindelijke deelnemers aan het voetbaltoernooi op de Olympische Zomerspelen van 1912 waren Denemarken, Duitsland, Finland, Groot-Brittannië, Hongarije, Italië, Nederland, Noorwegen, Oostenrijk, Rusland en Zweden. Twee landen trokken zich terug: België (voor de loting) en Frankrijk (dat had geloot tegen Noorwegen). Bohemen had zich ook ingeschreven, maar werd niet toegelaten, omdat alleen landen en voetbalbonden aangesloten bij de FIFA mochten deelnemen.
4. ↑  De 14 deelnemers aan het voetbaltoernooi op de Olympische Zomerspelen van 1920 waren België, Denemarken, Egypte (als enige niet-Europees team), Frankrijk, Griekenland, Groot-Brittannië, Italië, Joegoslavië, Luxemburg, Nederland, Noorwegen, Spanje, Tsjecho-Slowakije en Zweden. Tsjecho-Slowakije werd na de finale gediskwalificeerd: in de 43e minuut, op een 2-0-achterstand, verliet het team de wedstrijd uit onvrede met de arbitrage.
5. ↑  De 22 deelnemers aan het voetbaltoernooi op de Olympische Zomerspelen van 1924 waren Egypte, Turkije, Uruguay en de Verenigde Staten van buiten Europa, en de Europese landenteams van België, Bulgarije, Estland, Frankrijk, Hongarije, Ierse Vrijstaat, Italië, Joegoslavië, Letland, Litouwen, Luxemburg, Nederland, Polen, Roemenië, Spanje, Tsjecho-Slowakije, Zweden en Zwitserland.
6. ↑  De 17 deelnemers aan het voetbaltoernooi op de Olympische Zomerspelen van 1928 waren Argentinië, Chili, Egypte, Mexico, Turkije, Uruguay en de Verenigde Staten van buiten Europa, en de Europese landenteams van België, Duitsland, Frankrijk, Italië, Joegoslavië, Luxemburg, Nederland, Portugal, Spanje en Zwitserland.
7. ↑  Glanville, p. 45.
8. ↑  Glanville, p. 238.
9. ↑  Glanville, p. 359.
10. 1 2 3 4 5 6 7 8 9 10 11 12  Gastland
11. 1 2 3  Staten die sindsdien opgesplitst zijn in twee of meerdere onafhankelijke naties.
12. ↑  Gearchiveerde kopie. Gearchiveerd op 17 november 2022. Geraadpleegd op 17 november 2022.
13. ↑  Allbäck en Owen schrijven historie, NOS.nl, 20 juni 2006.